# Acmocera hauwaertsi
Acmocera hauwaertsi là một loài bọ cánh cứng trong họ Cerambycidae.